# توش ماكينلي
توش ماكينلي (بالإنجليزية: Tosh McKinlay)‏ مواليد 3 ديسمبر 1964 في غلاسكو، هو لاعب كرة قدم إسكتلندي دولي سابق كان يلعب كمدافع. سبق له أن لعب في كأس العالم لكرة القدم 1998 مع منتخب بلاده. لعب خلال مسيرته 495 مباراة سجل خلالها 14 هدفاً.

## المسيرة الاحترافية

### أندية لعب لها
- هارت أوف ميدلوثيان
- نادي سلتيك
- نادي غراسهوبر زيوريخ
- نادي كيلمارنوك

## روابط خارجية
- توش ماكينلي على موقع الاتحاد الدولي (مؤرشف)  (الإنجليزية)
- توش ماكينلي على موقع الاتحاد الإسكتلندي (الإنجليزية)
- توش ماكينلي على موقع قاعدة بيانات كرة القدم.إي يو (الإنجليزية)
- توش ماكينلي على موقع ناشيونال فوتبول تيمز (الإنجليزية)
- توش ماكينلي على موقع Soccerbase.com (لاعب) (الإنجليزية)